# Coppa America femminile di pallavolo 2025
La Coppa America femminile di pallavolo 2025, 1ª edizione dell'omonima competizione femminile di pallavolo, si è svolta dal 2 al 6 luglio 2025 a Betim, in Brasile: al torneo hanno partecipato cinque squadre nazionali sudamericane e la vittoria finale è andata per la prima volta all'Argentina.

## Impianti
|                                                                      |  |  |
|                                                                      |  |  |
| Ginásio Divino Braga Città: Betim Capienza: 6 000 Anno d'apertura: ? |  |  |

## Regolamento

### Formula
La formula ha previsto un girone all'italiana.

### Criteri di classifica
Se il risultato finale è stato di 3-0 o di 3-1 sono stati assegnati 3 punti alla squadra vincente e 0 a quella sconfitta, se il risultato finale è stato di 3-2 sono stati assegnati 2 punti alla squadra vincente e 1 a quella sconfitta.
L'ordine del posizionamento in classifica è stato definito in base a:
- Numero di partite vinte;
- Punti;
- Ratio dei set vinti/persi;
- Ratio dei punti realizzati/subiti;
- Risultati degli scontri diretti.

## Squadre partecipanti
| Squadra   | Qualificazione      | Ultima partecipazione |
| --------- | ------------------- | --------------------- |
| Argentina | -                   | Debutto               |
| Brasile   | Paese organizzatore | Debutto               |
| Cile      | -                   | Debutto               |
| Perù      | -                   | Debutto               |
| Venezuela | -                   | Debutto               |

## Torneo

### Risultati
| 2 luglio 2025 Ginásio Divino Braga, Betim Durata: 1h:18 - Spettatori: 50    | Argentina | 3 - 0 | Perù      | 25-13, 25-22, 25-19        |
| 2 luglio 2025 Ginásio Divino Braga, Betim Durata: 1h:20 - Spettatori: 900   | Brasile   | 3 - 0 | Venezuela | 25-12, 25-16, 27-25        |
| 3 luglio 2025 Ginásio Divino Braga, Betim Durata: 1h:11 - Spettatori: 50    | Argentina | 3 - 0 | Cile      | 25-21, 25-17, 25-14        |
| 3 luglio 2025 Ginásio Divino Braga, Betim Durata: 1h:58 - Spettatori: 1 500 | Brasile   | 1 - 3 | Perù      | 25-22, 20-25, 23-25, 19-25 |
| 4 luglio 2025 Ginásio Divino Braga, Betim Durata: 1h:05 - Spettatori: 55    | Argentina | 3 - 0 | Venezuela | 25-11, 25-18, 25-15        |
| 4 luglio 2025 Ginásio Divino Braga, Betim Durata: 1h:33 - Spettatori: 150   | Cile      | 0 - 3 | Perù      | 18-25, 22-25, 22-25        |
| 5 luglio 2025 Ginásio Divino Braga, Betim Durata: 1h:14 - Spettatori: 150   | Perù      | 3 - 0 | Venezuela | 25-22, 25-9, 25-15         |
| 5 luglio 2025 Ginásio Divino Braga, Betim Durata: 1h:14 - Spettatori: 2 000 | Brasile   | 3 - 0 | Cile      | 25-20, 25-10, 25-17        |
| 6 luglio 2025 Ginásio Divino Braga, Betim Durata: 1h:17 - Spettatori: 500   | Cile      | 3 - 0 | Venezuela | 25-23, 25-22, 25-14        |
| 6 luglio 2025 Ginásio Divino Braga, Betim Durata: 1h:42 - Spettatori: 3 500 | Brasile   | 1 - 3 | Argentina | 17-25, 17-25, 25-21, 15-25 |

### Classifica
| Pos | Squadra   | Pt | G | V | P  | SV | SP | Ratio  | PF  | PS  | Ratio |
| --- | --------- | -- | - | - | -- | -- | -- | ------ | --- | --- | ----- |
| 1   | Argentina | 4  | 4 | 0 | 12 | 12 | 1  | 12,000 | 321 | 224 | 1,500 |
| 2   | Perù      | 4  | 3 | 1 | 9  | 9  | 4  | 2,250  | 301 | 270 | 1,114 |
| 3   | Brasile   | 4  | 2 | 2 | 6  | 8  | 6  | 1,333  | 313 | 293 | 1,213 |
| 4   | Cile      | 4  | 1 | 3 | 3  | 3  | 9  | 0,333  | 236 | 284 | 0,830 |
| 5   | Venezuela | 4  | 0 | 4 | 0  | 0  | 12 | 0,000  | 202 | 302 | 0,668 |

## Classifica finale
| Pos     | Squadra   | Rosa |
| ------- | --------- | --- |
| Oro     | Argentina | Formazione: 1 Rodríguez, 3 Benítez, 5 Salinas, 6 Bertolino, 9 Cugno, 10 Bulaich, 11 Farriol, 12 García, 14 Mayer, 15 Fortuna, 18 Bednarek, 19 Graff, 20 Pelozo, 21 Cabrera, CT: Morando            |
| Argento | Perù      | Formazione: 1 Anchante, 2 de la Peña, 3 Palza, 5 Villegas, 6 Vigil, 7 Alarcón, 8 Vicente, 11 K. Montes, 12 Leyva, 14 F. Montes, 17 Cuya, 20 Gómez, 23 Mc Leod, 24 Hidalgo, CT: Rizola              |
| Bronzo  | Brasile   | Formazione: 2 Soares, 3 Silva, 4 Gandra, 5 Morete, 6 Schmitz, 7 Oliveira, 9 Lima, 10 Salomé, 11 Carvalhaes, 12 Dantas, 13 Carneiro, 16 Andrade, 18 Rüdiger, 20 Moura, CT: Miranda                  |
| 4       | Cile      | Formazione: 1 Vásquez, 2 Giglio, 4 Novoa, 7 Aylwin, 9 Sandrock, 10 Maureira, 11 Cisternas, 12 Vallebuona, 13 Basualto, 15 Schwartzman, 17 Trujillo, 18 Nielsen, 23 Saavedra, 44 Ruz, CT: Guillaume |
| 5       | Venezuela | Formazione: 1 Hernández, 2 Vivas, 3 Suárez, 4 Caruci, 5 Segura, 6 Neyeska, 7 Noguera, 8 Regalado, 9 Fernández, 11 Váldez, 14 Santana, 16 Medina, 22 Antivero, 23 Serrano, CT: Fiorenza             |

## Premi individuali
| Premio                | Nome              | Squadra   |
| --------------------- | ----------------- | --------- |
| MVP                   | Bianca Cugno      | Argentina |
| Miglior palleggiatore | Victoria Mayer    | Argentina |
| Miglior opposto       | Bianca Cugno      | Argentina |
| Miglior schiacciatore | Kiara Montes      | Perù      |
| Miglior schiacciatore | Ana Luiza Rüdiger | Brasile   |
| Miglior centrale      | Bianca Farriol    | Argentina |
| Miglior centrale      | Diana de la Peña  | Perù      |
| Miglior libero        | Letícia Moura     | Brasile   |

## Statistiche
| Rendimento individuale | Rendimento individuale | Rendimento individuale | Rendimento individuale |
| Pos.                   | Nome                   | Punti                  | Squadra                |
| ---------------------- | ---------------------- | ---------------------- | ---------------------- |
| 1                      | Bianca Cugno           | 82                     | Argentina              |
| 2                      | Beatriz Novoa          | 53                     | Cile                   |
| 3                      | Aixa Vigil             | 48                     | Perù                   |
| 3                      | Maria Clara Andrade    | 48                     | Brasile                |
| 5                      | Ana Luiza Rüdiger      | 47                     | Brasile                |

| Attacchi vincenti | Attacchi vincenti | Attacchi vincenti | Attacchi vincenti |
| Pos.              | Nome              | Punti             | Squadra           |
| ----------------- | ----------------- | ----------------- | ----------------- |
| 1                 | Bianca Cugno      | 75                | Argentina         |
| 2                 | Beatriz Novoa     | 50                | Cile              |
| 3                 | Aixa Vigil        | 42                | Perù              |
| 3                 | Ana Luiza Rüdiger | 42                | Brasile           |
| 5                 | Kiara Montes      | 39                | Perù              |

| Muri vincenti | Muri vincenti    | Muri vincenti | Muri vincenti |
| Pos.          | Nome             | Punti         | Squadra       |
| ------------- | ---------------- | ------------- | ------------- |
| 1             | Bianca Farriol   | 10            | Argentina     |
| 2             | Avril García     | 9             | Argentina     |
| 2             | Diana de la Peña | 9             | Perù          |
| 2             | Isabel Fernández | 9             | Venezuela     |
| 5             | Lívia Lima       | 8             | Brasile       |

| Battute vincenti | Battute vincenti    | Battute vincenti | Battute vincenti |
| Pos.             | Nome                | Punti            | Squadra          |
| ---------------- | ------------------- | ---------------- | ---------------- |
| 1                | Maria Clara Andrade | 6                | Brasile          |
| 2                | Yadhira Anchante    | 4                | Perù             |
| 2                | Petra Schwartzman   | 4                | Cile             |
| 4                | Alondra Alarcón     | 3                | Perù             |
| 4                | Kiara Montes        | 3                | Perù             |
| 4                | Mariangel Vivas     | 3                | Venezuela        |
| 4                | Sofía Caruci        | 3                | Venezuela        |
| 4                | Florencia Giglio    | 3                | Cile             |
| 4                | Beatriz Novoa       | 3                | Cile             |